# Тушиньский, Дробыш
Ян Флориан Дробыш Тушиньский (пол. Jan Florian Drobysz Tuszyński ; 21 июня 1640, Заблотье близ Житомира — 3 апреля 1707, Замосць, Речь Посполитая) — польский писатель — мемуарист.

## Биография
Родился в семье помещика. Профессиональный военный, служил в армии Речи Посполитой в течение 20 лет с 1656 по 1677 год. Участник польско-казацко-татарской войны (1666—1671). Под командованием Себастьяна Маховского принимал участие в битве под Браиловом 19 декабря 1666 года.
Своё военное прошлое описал в мемуарах. Автор дневников, содержащих информацию о предках, семейных и моральных заповедях для потомков и описаниях воен, в которых он участвовал.
Дневники Д. Тушиньского «Informacyja dzieciom moim o przodkach domku mego Lament Gustawa Karola Resentymen chrześcijański między Rzpltą a Becalem…» были опубликованы во Вроцлаве в 1954 году под названием озаглавленной «Dwa pamiętniki z XVII wieku».